# 新亚历山德罗夫卡农村居民点
新亚历山德罗夫卡农村居民点（俄语：Новоалександровское сельское поселение）是俄罗斯联邦别尔哥罗德州罗韦尼基区所属的一个农村居民点。其下辖有2个居民点，行政中心为新亚历山德罗夫卡。据2016年统计，该农村居民点的人口为1313人。